# 마 (식물)
마(학명 : Dioscorea polystachya, 영어: Chinese yam 또는 cinnamon-vine)는 마목 마과에 속하는 덩굴성 여러해살이풀이며 동북아시아 원산이다. 얌과 매우 가까운 식물로, 산우(山芋)·서여(薯蕷)·산약(山藥)이라고도 한다. 식용·약용으로 쓰이는 덩이줄기가 자란다.

## 분포
한국·일본·중국·쿠릴 열도·베트남에 분포하며, 산지에서 자라며 포지에서 재배하기도 한다. 일본에는 17세기경 중국으로부터 도입된 것으로 보인다. 또한 스리랑카·인도·필리핀 등 남아시아 일대에서도 소수가 자라고 있다.

## 역사
무왕 (백제)의 1.1

## 특징
식물체에 자줏빛이 돌고 뿌리는 육질이며 땅 속 깊이 들어간다. 품종에 따라 긴 것, 손바닥처럼 생긴 것, 덩어리 같은 것 등 다양하다. 잎은 삼각형과 유사하고 심장밑 모양이며, 잎자루는 잎맥과 더불어 자줏빛이 돌고 잎겨드랑이에 주아(珠芽)가 생긴다. 꽃은 2가화로 6-7월에 피고 잎겨드랑이에서 1-3개씩의 수상꽃차례가 발달한다. 수꽃이삭은 곧게 서고 암꽃이삭은 밑으로 처지며, 열매에는 3개의 날개가 있다. 덩이뿌리는 식용하거나 강장·강정·지사제 등의 약재로 사용한다.

## 명산지
경상남도 진주시 지수면 일대, 전북특별자치도 익산시 왕궁면 일대가 마 특화 재배지역으로 유명하다.

## 같이 보기
- 쓸모없는 암 치료 요법 목록